# Туберкулёз на Украине
Туберкулёз на Украине — острая медико-социальная проблема украинского общества, которая наравне с заболеваемостью СПИДом (см. ВИЧ на Украине) в масштабах страны достигла уровня национальной эпидемии. В 2018 году американский аналитический центр Stratfor заключил, что тяжёлая ситуация на Украине, вызванная стремительным распространением ВИЧ и туберкулёза, делает из этого государства непростого соседа и союзника весьма сомнительной ценности.

## История
В течение XX столетия динамика заболеваемости туберкулёзом на Украине менялась много раз. Если в первой половине XX века туберкулёзная инфекция была довольно заурядным явлением и одной из основных причин смертности населения, то к 1950-м годам советской системе здравоохранения удалось добиться серьёзных успехов в борьбе с этой болезнью благодаря хорошо организованной службе контроля и профилактики. В результате год от года заболеваемость и смертность населения от туберкулёза неизменно снижалась. Однако после 1990 года эпидемиологическая обстановка начала быстро ухудшаться, что привело к достижению эпидемического порога. В результате в 1995 году по стране была объявлена эпидемия. Среди причин такого положения дел называют суммарное действие сложного комплекса взаимосвязанных факторов, например: низкой эффективности выявления больных туберкулезом, падения качества и эффективности лечения, распространённости внелёгочных форм туберкулёза, взрывного увеличения заболеваемости туберкулёзом среди носителей ВИЧ-инфекции и др.

## Смертность от туберкулёза
На Украине смертность от туберкулёза демонстрировала устойчивую тенденцию к снижению до 1975 года; затем в 1980-х годах она приостановила своё падение и через некоторое время начала стремительно возрастать под влиянием распространения в украинском обществе ВИЧ-инфекции.
Для Украины на протяжении долгого времени являлось характерным то, что смертность от туберкулёза значительно превосходила смертность от других инфекционных заболеваний. Например, по данным на 1965 год среди мужчин в возрасте от 15 до 39 лет эта болезнь унесла в восемь раз больше человеческих жизней, чем все остальные инфекционные заболевания вместе взятые. Даже после появления среди инфекционных заболеваний СПИДа по данным на 2000 год это соотношение составляло примерно 4 к 1. Однако за последующие несколько лет произошло резкое возрастание смертности от СПИДа и она почти достигла того же уровня, что и смертность от туберкулёза. При этом смертность от туберкулёза среди украинских женщин в период с 1975 по 1995 годы была значительно ниже мужской и не превышала смертность от других инфекций. Однако после 1995 года на первое место по женской смертности уверенно вышел фактор ВИЧ-заражений, несмотря на то что смертность от туберкулёза тоже начала быстро расти.
Явление быстрого нарастания инфекционной смертности (как от туберкулёза, так и от других инфекций) можно проследить для мужчин с конца 1980-х, а для женщин — с начала 1990-х. На динамику его развития положительно повлияло проникновение в украинское общество СПИДа. После перехода к рыночной экономике и преодоления связанного с ним экономического кризиса рост смертности от туберкулёза и от ВИЧ замедлился, однако за недавние годы он снова начал быстро увеличиваться. Считается, что драматическое увеличение смертности от туберкулёза связано прежде всего с бушующей на Украине ВИЧ-эпидемией, так как именно туберкулёзная палочка является самым распространённым патогеном среди инфекций, сопутствующих СПИДу. Помимо СПИДа, на возрастание смертности от туберкулёза повлияло также общее ухудшение качества жизни украинского социума в самом широком толковании этого термина. Это ухудшение связано прежде всего с отклонением от налаженных в советское время методов и установок, которые оказались весьма эффективными в сфере борьбы с инфекционными заболеваниями.

## Ситуация в стране
По официальным данным, общее количество больных туберкулезом на Украине составляет около 550 тысяч человек. Это более 1 % населения, но реальная цифра, по мнению специалистов, может быть в полтора-два раза большей. Уровень заболеваемости туберкулезом не проявляет видимой тенденции к уменьшению, а относительное количество заболевших на 100 тысяч человек населения повысилось с 34,5 в 1989 году до 83,2 в 2006 году. За этот же период времени ещё сильнее выросла смертность — с 7,8 до 23,1 человека на 100 тысяч населения. Особое беспокойство вызывает тот факт, что основные потери из-за туберкулёза выпадают на самые трудоактивные возрастные группы: например, в 2006 году на Украине около 90 % умерших от туберкулёза были людьми в возрасте от 25 до 64 лет. Причём, как показывает анализ статистики, максимальная интенсивность смертности от туберкулёза наблюдается среди 45—49-летних мужчин и 35—39-летних женщин.
Мужчины на Украине страдают от туберкулёза в три раза чаще женщин, среди украинских бездомных количество инфицированных достигает 80 %. По данным на 2006 год, туберкулёз вместе с низкокачественным алкоголем, сердечно-сосудистыми заболеваниями и самоубийствами (см. самоубийства на Украине) является одной из причин того, что смертность на Украине превышает смертность в Евросоюзе примерно в три раза. Сравнение Украины с Россией, Белоруссией и тремя прибалтийскими государствами показало, что динамика самоубийств и заболеваемости туберкулёзом у этих стран очень похожа, но на Украине скачок самоубийств в конце XX века имел самое низкое среднее значение из всей исследуемой группы. Однако, корреляционный анализ позволил сделать вывод, что во всех странах, кроме Украины, существует статистически значимая положительная связь между уровнем суицидов и уровнем смертности от туберкулёза, при этом смертность от туберкулёза на Украине имеет самое высокое значение.
В 2016 году средняя заболеваемость туберкулёзом на Украине составляла примерно 91 человек на 100 тысяч населения. Один из самых высоких уровней заболеваемости туберкулёзом на Украине демонстрирует Одесса, по данным на 2016 год в этом городе регистрируется около 110 случаев на 100 тысяч населения, и эта динамика продолжает ускоряться из-за интенсивной миграции, социальной нестабильности, высокого уровня бедности. В целом по стране не менее четверти случаев приходится на туберкулёз с множественной лекарственной устойчивостью, который не поддаётся традиционным методам лечения. Процент излечившихся от этой формы заболевания на Украине не превышает 38 % и является самым низким из всех стран, где она зафиксирована. Несмотря на то, что при лечении этого вида туберкулёза могут быть успешными специальные методы химиотерапии, их широкому распространению препятствуют высокая стоимость и опасные последствия для пациентов.
По сообщению правозащитной организации Human Rights Watch, особые сложности на Украине туберкулёз создаёт носителям ВИЧ-инфекции. Ввиду широкой распространённости туберкулёза он стал основной причиной смертности носителей ВИЧ. Кроме этого, ВИЧ-инфицированные пациенты туберкулёзных клиник нередко сталкиваются с социальной стигматизацией и отказом в предоставлении медицинской помощи. По данным USAID, туберкулёз наравне со СПИДом присутствует в учреждениях украинской пенитенциарной системы практически повсеместно, и это вынуждает координировать функционирование системы исполнения наказаний с работой медицинских и социальных служб.
Тяжёлая эпидемическая обстановка по ВИЧ и туберкулёзу на Украине является одной из основных причин, обостряющих демографический кризис в стране (см. население Украины). Специалистами признано, что на фоне ВИЧ эффект туберкулёза нельзя недооценивать, несмотря на то что сам по себе он легко излечивается современной медициной и крайне редко приводит к смерти. Однако среди украинского населения существует традиция самолечения этой болезни сильными антибиотиками, которые больные перестают принимать при первых же признаках улучшения. Это приводит к развитию штаммов возбудителя туберкулёза, устойчивых к стандартным медикаментозным средствам. Они создают гораздо больше проблем при лечении и могут привести к летальному исходу. Более того, совместное действие ВИЧ и туберкулёза становится по-настоящему смертоносной комбинацией, так как ВИЧ подтачивает иммунную систему своего носителя, что делает его лёгкой жертвой для заражения туберкулёзом, способствует развитию этой болезни и затем — смерти заболевшего.
В последние годы ситуация с распространенностью туберкулеза в стране улучшается и количество вновь заболевших с каждым годом снижается. По итогам 2020 года среднее количество инфицированных составило 42,2 человека на 100 тысяч населения. Регионами с наибольшей распространенностью туберкулеза являются Одесская, Днепропетровская, Херсонская и Донецкая области.

## Противодействие эпидемии
Среди основных проблем, которые характерны для украинских медслужб по борьбе с туберкулёзом, называют высокую степень централизованности, отстранённость от этой проблемы медицинских структур общего назначения и изношенность инфраструктуры. Не последнюю роль играют и низкие морально-психологические качества персонала, который страдает от невысоких зарплат и низкого социального статуса. Для борьбы с распространением туберкулёза по рекомендации Всемирной организации здравоохранения на Украине была принята стратегическая программа DOTS. Основными задачами этой программы заявлялось следующее: а) постепенная переориентация диагностики туберкулёза на пассивные методы микроскопии, б) стандартизация режимов лечения, б) увеличение использования амбулаторного лечения и др. Для отработки процедур DOTS первые пилотные проекты на территории Украины были запущены в 2001 году в Донецке, затем в 2002 году в Киеве и Мариуполе, где заболеваемость туберкулёзом достигала 87 человек на 100 тысяч населения. Однако результативность реализации принципов DOTS на Украине расценивается как провал из-за организационных и финансовых проблем, которые препятствуют реформированию системы здравоохранения.